# Vild Smith
Vild Smith (ofte skrevet Vild $mith) er en dansk rapgruppe fra København / Horsens. Gruppen blev dannet i 2013 af medlemmerne Esben Iversen (HvidMayn) og brødrene Moses Luxhøj (Vild Ting) og Daniel Jensen (Vild Son), men består i dag kun af de to brødre. Vild Smith vandt Karrierekanonen i 2013. Sidenhen har de udgivet tre albums og en EP med store hits som “Det Ik Sket”, Gør Det Godt”, “Send Nudes”, “Sindssyg” & “Vild Idag Syg I Morgen” der tilsammen har streamet mere end 60 millioner på Spotify.
De fik for alvor et hit i radioerne med singlen "På det shit igen". Debutalbummet Lever det liv udkom den 2. juni 2014.

## Diskografi

### Album
- Lever det liv (2014)
- Straight Fire (2015)
- The Hunt (2021)

### EP'er
- Alle er her (2016)

### Singler
| År                                                               | Titel                        | Højeste placering | Højeste placering | Certificering        | Album         |
| År                                                               | Titel                        | Download          | Streaming         | Certificering        | Album         |
| ---------------------------------------------------------------- | ---------------------------- | ----------------- | ----------------- | -------------------- | ------------- |
| 2013                                                             | "Vild idag syg i morgen"     | —                 | —                 |                      | Lever det liv |
| 2013                                                             | "På det shit igen"           | —                 | —                 | - Guld (streaming)   | Lever det liv |
| 2014                                                             | "Gør det godt"               | 24                | 15                | - Platin (streaming) | Lever det liv |
| 2014                                                             | "Det ik sket"                | 5                 | 5                 | - Platin             | Straight Fire |
| 2015                                                             | "Klogere nu"                 | —                 | —                 |                      | Straight Fire |
| 2015                                                             | "Penge på dig"               | —                 | —                 |                      | Straight Fire |
| 2015                                                             | "Sindssyg"                   | —                 | —                 | - Guld               | Alle er her   |
| 2016                                                             | "Kærlighed"                  | —                 | —                 |                      | Alle er her   |
| 2016                                                             | "Alle er her (Why U No Dey)" | —                 | —                 |                      | Alle er her   |
| 2017                                                             | "Send Nudes"                 | —                 | —                 | - Guld               |               |
| 2017                                                             | "Min favorit"                | —                 | —                 |                      |               |
| 2018                                                             | "Mmmm mmm mmm"               | —                 | —                 |                      |               |
| 2019                                                             | "All In"                     | —                 | —                 |                      |               |
| 2020                                                             | "Vågen"                      | —                 | —                 |                      |               |
| 2023                                                             | "Houdini"                    |                   |                   |                      |               |
| 2023                                                             | "Vodka"                      |                   |                   |                      |               |
| "—" markerer en udgivelse der ikke opnåede en hitlisteplacering. |                              |                   |                   |                      |               |